# Tabaré Quintans
Tabaré Héctor Quintans Varela (Montevideo, 8 maggio 1909 – ...) è stato un cestista uruguaiano.

## Carriera
Con l'Uruguay ha disputato 6 partite alle Olimpiadi del 1936, classificandosi al 6º posto.